# Ronde van Italië 2014
De 97ste editie van de Ronde van Italië werd verreden van 9 mei t/m 1 juni 2014. Titelverdediger was de Italiaan Vincenzo Nibali, die echter de Ronde van Frankrijk 2014 verkoos boven deze Ronde van Italië. Na meer dan drie weken fietsen was het de Colombiaan Nairo Quintana die tijdens zijn debuut in de Giro het algemeen klassement won.

## Parcours
De etappewedstrijd startte in de Noord-Ierse stad Belfast, eerst met een ploegentijdrit in de stad en dan met een rit in lijn in en rond dezelfde stad. Na drie etappes op het eiland Ierland verplaatste de karavaan zich naar Italië waar de ronde eindigde in Triëst. Deze Giro d'Italia had niet twee rustdagen heeft, zoals gebruikelijk, maar drie. De rittenkoers begon een dag eerder, dus al op vrijdag.
De ronde bestond in totaal uit een ploegentijdrit op de openingsdag, twee individuele tijdritten (waarvan één lange vlakke en één zware klimtijdrit), acht vlakke etappes, vijf heuveletappes (waarvan vier keer met aankomst bergop) en vijf bergritten met elke keer aankomst bergop. De zestiende etappe over de Gavia en de Stelvio met aankomst in Val Martello was identiek aan de negentiende etappe van de editie van 2013, die toen vanwege slechte weersomstandigheden werd afgelast. Dit keer ging deze koninginnenrit ondanks de kou wel door.

## Deelnemende ploegen
| 18 UCI World Tour-ploegen | 18 UCI World Tour-ploegen | 18 UCI World Tour-ploegen | 4 wildcards        |
| ------------------------- | ------------------------- | ------------------------- | ------------------ |
| AG2R La Mondiale          | FDJ.fr                    | Movistar                  | Androni Giocattoli |
| Astana                    | Garmin Sharp              | Omega Pharma-Quick-Step   | Bardiani CSF       |
| Belkin                    | Giant-Shimano             | Orica-GreenEdge           | Neri Sottoli       |
| BMC Racing Team           | Lampre-Merida             | Sky ProCycling            | Colombia           |
| Cannondale                | Lotto-Belisol             | Tinkoff-Saxo              |                    |
| Europcar                  | Katjoesja                 | Trek Factory Racing       |                    |
|                           |                           |                           |                    |

### Belgische deelnemers
Voor België deden er vijftien renners mee aan de Ronde van Italië 2014, verdeeld over vier ploegen.
- Maxime Monfort, Kenny Dehaes, Gert Dockx, Sander Armée, Tosh Van der Sande, Tim Wellens en Dennis Vanendert (Lotto-Belisol)
- Thomas De Gendt, Iljo Keisse, Serge Pauwels, Pieter Serry en Julien Vermote (Omega Pharma-Quick-Step)
- Yannick Eijssen en Ben Hermans (BMC Racing Team)
- Bert De Backer (Giant-Shimano)

### Nederlandse deelnemers
Voor Nederland deden er zeventien renners mee aan de Ronde van Italië 2014, verdeeld over zeven ploegen.
- Wilco Kelderman, Jetse Bol, Rick Flens, Marc Goos, Martijn Keizer, Steven Kruijswijk, Maarten Tjallingii en Jos van Emden (Belkin Pro Cycling Team)
- Tom Stamsnijder, Albert Timmer en Tom Veelers (Giant-Shimano)
- Thomas Dekker en Dylan van Baarle (Garmin Sharp)
- Johnny Hoogerland (Androni Giocattoli)
- Wout Poels (Omega Pharma-Quick-Step)
- Pieter Weening (Orica-GreenEdge)
- Boy van Poppel (Trek Factory Racing)

### Uitvallers
- De Ier Daniel Martin (Garmin Sharp) viel in de eerste etappe, en brak zijn sleutelbeen.[1]
- De Spanjaard Koldo Fernández (Garmin Sharp) startte niet in de tweede etappe, na een val in de eerste etappe.[2]
- De Duitser Marcel Kittel (Giant-Shimano) startte niet in de vierde etappe vanwege koorts. Hij had al de tweede en derde etappe gewonnen.[3]
- De Italiaan Giorgio Cecchinel startte niet in de zesde etappe.[4]
- De Sloveen Janez Brajkovič stapte af in de zesde etappe.
- De Italiaan Giampaolo Caruso stapte af in de zesde etappe.
- De Spanjaard Angel Vicioso stapte af in de zesde etappe.
- De Italiaan Davide Villella stapte af in de zesde etappe.
- De Australiër Brett Lancaster startte niet in de zevende etappe.[5]
- De Spaanse favoriet Joaquim Rodríguez startte niet in de zevende etappe.
- De Panamees Ramon Carretero stapte af in de zevende etappe.
- De Fransman Maxime Méderel stapte af in de zevende etappe.
- De Australiër Cameron Meyer startte niet in de achtste etappe.
- De Italiaan Francesco Chicchi startte niet in de negende etappe.
- De Nederlander Steven Kruijswijk stapte af in de negende etappe.
- De Colombiaan Edwin Ávila kwam buiten de tijd aan in de negende etappe.
- De Belg Yannick Eijssen stapte af in de tiende etappe.
- De Australiër Michael Matthews startte niet in de elfde etappe.
- De Duitser Fabian Wegmann stapte af in de elfde etappe.
- De Australiër Luke Durbridge stapte af in de elfde etappe.
- De Italiaan Nicola Ruffoni kwam buiten de tijd aan in de elfde etappe.
- De Italiaan Davide Appollonio kwam buiten de tijd aan in de elfde etappe.
- De Deen Chris Anker Sørensen startte niet in de twaalfde etappe.
- De Zweed Tobias Ludvigsson stapte af in de twaalfde etappe.
- De Belg Dennis Vanendert startte niet in de veertiende etappe.
- De Italiaan Manuel Belletti startte niet in de veertiende etappe.
- De Wit-Rus Kanstantsin Siwtsow stapte af in de veertiende etappe.
- De Nederlander Pieter Weening stapte af in de veertiende etappe.
- De Nederlander Dylan van Baarle startte niet in de vijftiende etappe.
- De Australiër Mitchell Docker stapte af in de vijftiende etappe.
- De Noor Edvald Boasson Hagen startte niet in de zestiende etappe.
- De Italiaan Alessandro Petacchi stapte af in de zestiende etappe.
- De Italiaan Michele Scarponi stapte af in de zestiende etappe.
- De Italiaan Mauro Finetto stapte af in de zestiende etappe.
- De Fransman Arnaud Courteille stapte af in de zestiende etappe.
- De Italiaan Daniele Colli stapte af in de zestiende etappe.
- De Nederlander Thomas Dekker stapte af in de zestiende etappe.
- De Duitser Björn Thurau stapte af in de zestiende etappe.
- De Italiaan Diego Ulissi startte niet in de achttiende etappe.
- De Italiaan Ivan Santaromita startte niet in de achttiende etappe.
- De Italiaan Diego Rosa stapte af in de achttiende etappe.
- De Belg Kenny Dehaes kwam buiten de tijd aan in de negentiende etappe.

## Etappeoverzicht
| Datum  | Etappe  | Start-Finish                                           | Afstand (in km) | Type                | Winnaar                                                                                                | Ploeg                                                                                                  | Klassementsleider |
| ------ | ------- | ------------------------------------------------------ | --------------- | ------------------- | --- | --- | ----------------- |
| 9 mei  | 1       | Belfast                                                | 21,7            | Ploegentijdrit      | Orica-GreenEdge (Santaromita, Durbridge, Hepburn, Lancaster, Matthews, Meyer, Docker, Tuft en Weening) | Orica-GreenEdge (Santaromita, Durbridge, Hepburn, Lancaster, Matthews, Meyer, Docker, Tuft en Weening) | Svein Tuft        |
| 10 mei | 2       | Belfast - Belfast                                      | 219             | Vlakke rit          | Marcel Kittel                                                                                          | Giant-Shimano                                                                                          | Michael Matthews  |
| 11 mei | 3       | Armagh - Dublin                                        | 187             | Vlakke rit          | Marcel Kittel                                                                                          | Giant-Shimano                                                                                          | Michael Matthews  |
| 12 mei | Rustdag | Rustdag                                                | Rustdag         | Rustdag             | Rustdag                                                                                                | Rustdag                                                                                                | Rustdag           |
| 13 mei | 4       | Giovinazzo - Bari                                      | 112             | Vlakke rit          | Nacer Bouhanni                                                                                         | FDJ.fr                                                                                                 | Michael Matthews  |
| 14 mei | 5       | Tarente - Viggiano                                     | 203             | Heuvelrit           | Diego Ulissi                                                                                           | Lampre-Merida                                                                                          | Michael Matthews  |
| 15 mei | 6       | Sassano - Monte Cassino                                | 257             | Heuvelrit           | Michael Matthews                                                                                       | Orica-GreenEdge                                                                                        | Michael Matthews  |
| 16 mei | 7       | Frosinone - Foligno                                    | 211             | Vlakke rit          | Nacer Bouhanni                                                                                         | FDJ.fr                                                                                                 | Michael Matthews  |
| 17 mei | 8       | Foligno - Montecopiolo                                 | 179             | Bergrit             | Diego Ulissi                                                                                           | Lampre-Merida                                                                                          | Cadel Evans       |
| 18 mei | 9       | Lugo - Sestola                                         | 172             | Bergrit             | Pieter Weening                                                                                         | Orica-GreenEdge                                                                                        | Cadel Evans       |
| 19 mei | Rustdag | Rustdag                                                | Rustdag         | Rustdag             | Rustdag                                                                                                | Rustdag                                                                                                | Rustdag           |
| 20 mei | 10      | Modena - Salsomaggiore Terme                           | 173             | Vlakke rit          | Nacer Bouhanni                                                                                         | FDJ.fr                                                                                                 | Cadel Evans       |
| 21 mei | 11      | Collecchio - Savona                                    | 249             | Heuvelrit           | Michael Rogers                                                                                         | Tinkoff-Saxo                                                                                           | Cadel Evans       |
| 22 mei | 12      | Barbaresco - Barolo                                    | 41,9            | Individuele tijdrit | Rigoberto Urán                                                                                         | Omega Pharma-Quick-Step                                                                                | Rigoberto Urán    |
| 23 mei | 13      | Fossano - Rivarolo Canavese                            | 157             | Vlakke rit          | Marco Canola                                                                                           | Bardiani CSF                                                                                           | Rigoberto Urán    |
| 24 mei | 14      | Agliè - Oropa (Biella)                                 | 164             | Bergrit             | Enrico Battaglin                                                                                       | Bardiani CSF                                                                                           | Rigoberto Urán    |
| 25 mei | 15      | Valdengo - Plan di Montecampione                       | 225             | Bergrit             | Fabio Aru                                                                                              | Astana Pro Team                                                                                        | Rigoberto Urán    |
| 26 mei | Rustdag | Rustdag                                                | Rustdag         | Rustdag             | Rustdag                                                                                                | Rustdag                                                                                                | Rustdag           |
| 27 mei | 16      | Ponte di Legno - Val Martello (Martell)                | 139             | Bergrit             | Nairo Quintana                                                                                         | Team Movistar                                                                                          | Nairo Quintana    |
| 28 mei | 17      | Sarnonico - Vittorio Veneto                            | 208             | Vlakke rit          | Stefano Pirazzi                                                                                        | Bardiani CSF                                                                                           | Nairo Quintana    |
| 29 mei | 18      | Belluno - Rifugio Panarotta (Valsugana)                | 171             | Bergrit             | Julián Arredondo                                                                                       | Trek Factory Racing                                                                                    | Nairo Quintana    |
| 30 mei | 19      | Bassano del Grappa - Cima Grappa (Crespano del Grappa) | 26.8            | Klimtijdrit         | Nairo Quintana                                                                                         | Team Movistar                                                                                          | Nairo Quintana    |
| 31 mei | 20      | Maniago - Monte Zoncolan                               | 167             | Bergrit             | Michael Rogers                                                                                         | Tinkoff-Saxo                                                                                           | Nairo Quintana    |
| 1 juni | 21      | Gemona del Friuli - Triëst                             | 172             | Vlakke rit          | Luka Mezgec                                                                                            | Giant-Shimano                                                                                          | Nairo Quintana    |

## Overzicht klassementen
| Etappe      | Algemeen klassement | Puntenklassement | Bergklassement     | Jongerenklassement | Ploegenklassement       |
| 1           | Svein Tuft          | niet uitgereikt  | niet uitgereikt    | Luke Durbridge     | Orica-GreenEdge         |
| 2           | Michael Matthews    | Marcel Kittel    | Maarten Tjallingii | Michael Matthews   | Orica-GreenEdge         |
| 3           | Michael Matthews    | Marcel Kittel    | Maarten Tjallingii | Michael Matthews   | Orica-GreenEdge         |
| 4           | Michael Matthews    | Nacer Bouhanni   | Maarten Tjallingii | Michael Matthews   | Orica-GreenEdge         |
| 5           | Michael Matthews    | Elia Viviani     | Maarten Tjallingii | Michael Matthews   | Astana Pro Team         |
| 6           | Michael Matthews    | Elia Viviani     | Michael Matthews   | Michael Matthews   | BMC Racing Team         |
| 7           | Michael Matthews    | Nacer Bouhanni   | Michael Matthews   | Michael Matthews   | BMC Racing Team         |
| 8           | Cadel Evans         | Nacer Bouhanni   | Julián Arredondo   | Rafał Majka        | BMC Racing Team         |
| 9           | Cadel Evans         | Nacer Bouhanni   | Julián Arredondo   | Rafał Majka        | Omega Pharma-Quick-Step |
| 10          | Cadel Evans         | Nacer Bouhanni   | Julián Arredondo   | Rafał Majka        | Omega Pharma-Quick-Step |
| 11          | Cadel Evans         | Nacer Bouhanni   | Julián Arredondo   | Rafał Majka        | Omega Pharma-Quick-Step |
| 12          | Rigoberto Urán      | Nacer Bouhanni   | Julián Arredondo   | Rafał Majka        | Omega Pharma-Quick-Step |
| 13          | Rigoberto Urán      | Nacer Bouhanni   | Julián Arredondo   | Rafał Majka        | Omega Pharma-Quick-Step |
| 14          | Rigoberto Urán      | Nacer Bouhanni   | Julián Arredondo   | Rafał Majka        | Omega Pharma-Quick-Step |
| 15          | Rigoberto Urán      | Nacer Bouhanni   | Julián Arredondo   | Rafał Majka        | Omega Pharma-Quick-Step |
| 16          | Nairo Quintana      | Nacer Bouhanni   | Julián Arredondo   | Nairo Quintana     | AG2R La Mondiale        |
| 17          | Nairo Quintana      | Nacer Bouhanni   | Julián Arredondo   | Nairo Quintana     | AG2R La Mondiale        |
| 18          | Nairo Quintana      | Nacer Bouhanni   | Julián Arredondo   | Nairo Quintana     | AG2R La Mondiale        |
| 19          | Nairo Quintana      | Nacer Bouhanni   | Julián Arredondo   | Nairo Quintana     | AG2R La Mondiale        |
| 20          | Nairo Quintana      | Nacer Bouhanni   | Julián Arredondo   | Nairo Quintana     | AG2R La Mondiale        |
| 21          | Nairo Quintana      | Nacer Bouhanni   | Julián Arredondo   | Nairo Quintana     | AG2R La Mondiale        |
| Einduitslag | Nairo Quintana      | Nacer Bouhanni   | Julián Arredondo   | Nairo Quintana     | AG2R La Mondiale        |

## Eindklassementen

### Algemeen klassement
| Plaats    | Naam               | Ploeg                   | Tijd      |
| --------- | ------------------ | ----------------------- | --------- |
| Roze trui | Nairo Quintana     | Team Movistar           | 88u14'32" |
| 2         | Rigoberto Urán     | Omega Pharma-Quick-Step | + 2'58"   |
| 3         | Fabio Aru          | Astana Pro Team         | + 4'04"   |
| 4         | Pierre Rolland     | Team Europcar           | + 5'46"   |
| 5         | Domenico Pozzovivo | AG2R-La Mondiale        | + 6'32"   |
| 6         | Rafał Majka        | Tinkoff-Saxo            | + 7'04"   |
| 7         | Wilco Kelderman    | Belkin                  | + 11'00"  |
| 8         | Cadel Evans        | BMC Racing Team         | + 11'51"  |
| 9         | Ryder Hesjedal     | Garmin Sharp            | + 13'35"  |
| 10        | Robert Kišerlovski | Trek Factory Racing     | + 15'49"  |
|           |                    |                         |           |
| 14        | Maxime Monfort     | Lotto-Belisol           | + 28'36"  |

### Nevenklassementen
| Puntenklassement |                 |                     |        |
| Plaats           | Naam            | Ploeg               | Punten |
| Rode trui        | Nacer Bouhanni  | FDJ.fr              | 291    |
| 2                | Giacomo Nizzolo | Trek Factory Racing | 265    |
| 3                | Roberto Ferrari | Lampre-Merida       | 186    |
|                  |                 |                     |        |
| 10               | Tim Wellens     | Lotto-Belisol       | 94     |
| 13               | Wilco Kelderman | Belkin              | 78     |

| Bergklassement |                  |                     |        |
| Plaats         | Naam             | Ploeg               | Punten |
| Blauwe trui    | Julián Arredondo | Trek Factory Racing | 173    |
| 2              | Dario Cataldo    | Sky ProCycling      | 132    |
| 3              | Nairo Quintana   | Team Movistar       | 88     |
|                |                  |                     |        |
| 4              | Tim Wellens      | Lotto-Belisol       | 79     |
| 20             | Wilco Kelderman  | Belkin              | 25     |

| Jongerenklassement |                 |                 |           |
| Plaats             | Naam            | Ploeg           | Tijd      |
| Witte trui         | Nairo Quintana  | Team Movistar   | 88u14'32" |
| 2                  | Fabio Aru       | Astana Pro Team | + 4'04"   |
| 3                  | Rafał Majka     | Tinkoff-Saxo    | + 7'04"   |
|                    |                 |                 |           |
| 4                  | Wilco Kelderman | Belkin          | + 11'00"  |
| 13                 | Tim Wellens     | Lotto-Belisol   | +2u12'34" |

| Ploegenklassement |                         |            |
| Plaats            | Ploeg                   | Tijd       |
|                   | AG2R-La Mondiale        | 264u30'55" |
| 2                 | Omega Pharma-Quick-Step | + 19'32"   |
| 3                 | Tinkoff-Saxo            | + 27'12"   |
|                   |                         |            |
| 12                | Belkin                  | + 2u40'24" |